# Сурнево (Тульская область)
Сурнево (быв. Суреново) — деревня в Тульской области России. С точки зрения административно-территориального устройства входит в Шелепинский сельский округ Алексинского района. В плане местного самоуправления входит в состав муниципального образования город Алексин.

## География
Находится в северо-западной части региона, в пределах северо-восточного склона Среднерусской возвышенности, в подзоне широколиственных лесов, у реки Свинка, юго-западнее деревни Бухторма и севернее посёлка Авангард (быв. Архангельское), к востоку от г. Алексин.

### Климат
Климат на территории деревни, как и во всём районе, характеризуется как умеренно континентальный, с ярко выраженными сезонами года. Средняя температура воздуха летнего периода — 16 — 20 °C (абсолютный максимум — 38 °С); зимнего периода — −5 — −12 °C (абсолютный минимум — −46 °С).
Снежный покров держится в среднем 130—145 дней в году.
Среднегодовое количество осадков — 650—730 мм..

## Топоним
В XVIII—XIX вв. в метрических книгах и на картах упоминается под названиям Суриново (чаще всего), изредка Суреново и Суринова (деревни, в отличие от сёл, имели в названиях окончание «-а»), в ревизии 1858 г. — Сурино.

## История

### Помещичье владение
Возникла не позднее XVI в., однако в начале XVII в. была заброшена, о чём отмечается в писцовой книге 1628 г.:
«Жеребей пустоши, что была деревня Суринова, а пустошь без жеребья за олексинскими пушкари. А в нём пашни паханые наездом пять чети да перелогом десять чети, да лесом поросло пятнадцать чети в поле, а в дву по тому ж; сена по речке по Свинке десять копен».
В писцовой книге 1646—1648 гг. Суриново (также известное под названием Свинка) уже числится как заселённое, принадлежит помещику Григорию Семеновичу Бутикову.
Согласно писцовой книге 1685 г.:
«На лѣвой сторонѣ рѣчки Свинки земля пушкарская, на правой сторонѣ земля Матвѣя Непейцына съ братьями деревни Суриновой; отъ того столба и отъ ямы на столбъ дубовой, на немъ грань, противъ его яма, межъ ими 100 сажень. На правой сторонѣ земля Матвѣя Непейцына съ братьями деревни Суриновой, а на лѣвой сторонѣ земля Алексинскихъ пушкарей».
Помещичье владение в 18-19 вв.:
- Ревизия 1709 г.: капитан Афанасий Семёнович Агалин, стольник Матвей Борисович Непейцын и Иван Григорьевич Комынин.
- Ревизия 1720 г.: Иван Григорьевич Комынин (к нему же перешли бывшие крестьяне Агалина и Непейцына)
- Ревизия 1745 г.: Анна Ивановна Непейцына и полковник Григорий Васильевич Полонский
- Исповедная ведомость 1768 г.: князь Николай Никитич Гагарин
- Ревизия 1782 г.: Фёдор Ильич Толбухин и Михаил Николаевич Гагарин
- Ревизия 1795: Н. Н. Гагарин и Е. Д. Скобельцын
- Ревизия 1811 г.: часть крестьян принадлежала Николаю Никитичу и Михаилу Николаевичу Гагарину (им также принадлежали Родилово, Слободка, Борщёвка и др.), а часть — Дмитрию и Александру Егоровичам Скобельцыным (его крестьяне могли жениться, в частности на выходцах из с. Нижний Суходол того же помещика).
- Ревизия 1816 г.: часть — Дмитрий Егорович Скобельцын, часть — князь Гагарин (крестьяне последнего могли заключать браки с жителями многочисленных владений того же князя, чаще всего с близлежащими сс. Клешня и Мамоново; в одном Алексинском уезде Гагариным принадлежало около 10 селений).
- Ревизия 1834 г.: Авдотья Николаевна Мерлина, жена Аполлона Евграфовича Мерлина, по наследству от тётки Елизаветы Николаевны Гагариной
- Ревизия 1850 г.: Авдотья Николаевна Мерлина
- Ревизия 1858 г.: Авдотья Николаевна Мерлина

### Административное положение
До административных реформ начала XVIII в. Суриново входило в Конинский стан Алексинского уезда.
В XVIII в. от Суринова отделяется с. Свинка (изначально бывшее его частью), где сооружается храм Михаила Архангела (позднее село получает название Архангельское, сейчас — Авангард). Суриново приписано к данному приходу, однако принадлежит иным помещикам.
По состоянию на 1913 г. относилась к Стрелецкой волости Алексинского уезда. Относилась к церковному приходу в с. Архангельское (Свинки).

## Население
| 1859 | 2002 | 2010 |
| ---- | ---- | ---- |
| 125  | ↘23  | ↘18  |

### Национальный и гендерный состав
Согласно результатам переписи 2002 года, в национальной структуре населения русские составляли 100 % из 23 чел.. Проживали по 12 мужчин и 11 женщин.

## Инфраструктура
Личное подсобное хозяйство.

## Транспорт
Просёлочные дороги.